# لوف صخري
اللوف الصخري (الاسم العلمي: Arum rupicola) هو نوع من النباتات يتبع جنس اللوف من فصيلة اللوفية.

## الموئل والانتشار
موطنه المناطق الجبلية في بلاد الشام وقبرص وتركيا والقوقاز.

## مرادفات للاسم العلمي
- (باللاتينية: Arum hygrophilum var. rupicola (Boiss.) Boiss.)